# والتر شميت
والتر شميت (بالألمانية: Walter Schmidt)‏ (2 أغسطس 1937 ببريمرهافن في ألمانيا - 25 أكتوبر 2024) هو لاعب كرة قدم ألماني في مركز الدفاع. شارك مع منتخب ألمانيا ب لكرة القدم ‏. أما مع النوادي، فقد لعب مع آينتراخت براونشفايغ.

## وصلات خارجية
- والتر شميت على موقع قاعدة بيانات كرة القدم.إي يو (الإنجليزية)
- والتر شميت على موقع بيانات كرة القدم. دي إي (الألمانية)